# Öhringen
Öhringen er en by i Hohenlohekreis i den nordøstlige del af af den tyske delstat Baden-Württemberg i det sydlige Tyskland. Den ligger omkring 25 km øst for Heilbronn. Med omkring 22.800 indbygger (2007) er Öhringen den største by i Hohenlohekreis.
Efter den første bebyggelse i historisk tid udviklede byen ved de romerske Limes sig i det 11. århundrede med oprettelsen af en Kannikstiftelse, Residensby for Fyrsterne af Hohenlohe.

## Geografi
Öhringen ligger i den vestlige del af landskabet Hohenloher Ebene, mellem deSchwäbisch-Fränkischen Waldberge og dalen til floden Kocher. Selve byen ligger ved den lille flod Ohrn der cirka 10 km fra byen, ved landsbyen Ohrnberg munder ud i Kocher. Kommunen ligger i en højde mellem 168 moh. i Kocherdalen, ved kreisgr;nsen til Möglingen, og 486 moh. i Mainhardter Wald på Karlsfurter Ebene. Selve bymidten ligger mellem 215 og 280 moh.

### Nabokommuner
Følgende kommuner grænser til Öhringen (med uret, fra nord) : Forchtenberg, Zweiflingen, Neuenstein, Waldenburg, Pfedelbach og Bretzfeld (alle i Hohenlohekreis) samt Langenbrettach og Hardthausen am Kocher (i Landkreis Heilbronn). Sammen med Pfedelbach og Zweiflingen danner Öhringen et Verwaltungsgemeinschaft.

## Literatur
- Wilhelm Mattes: Öhringer Heimatbuch, Öhringen 1929 (Nachdruck 1987)
- Öhringen. Stadt und Stift. Herausgegeben von der Stadt Öhringen. Thorbecke, Sigmaringen 1988, ISBN 3-7995-7631-2 (Forschungen aus Württembergisch-Franken. Band 31)
- Jürgen Hermann Rauser: Öhringer Buch. In: Ohrntaler Heimatbuch. Jahrbuch-Verlag, Weinsberg 1982 (Heimatbücherei Hohenlohekreis. Band 11/12)
- Der Hohenlohekreis. Hrsg. vom Landesarchiv Baden-Württemberg in Verbindung mit dem Hohenlohekreis. Thorbecke, Ostfildern 2006 (Baden-Württemberg – Das Land in seinen Kreisen), ISBN 3-7995-1367-1